# بطولة العالم للدراجات على المضمار 1978
بطولة العالم للدراجات على المضمار 1978 هي الدورة ال75 من بطولة العالم للدراجات على المضمار، أجريت في ميونخ، ألمانيا الغربية.

## النتائج النهائية
| المسابقة                              | ذهبية                        | فضية                      | برونزية                    |
| ------------------------------------- | ---------------------------- | ------------------------- | -------------------------- |
| الرجال                                |                              |                           |                            |
| السرعة الفردية                        | كويتشي ناكانو (JPN)          | Dieter Berkmann (GER)     | يوس سوغاتا (JPN)           |
| سباق المطاردة الفردية                 | غريغور براون (FRG)           | Roy Schuiten (هولندا)     | جان-لوك فاندربروك (بلجيكا) |
| سباق مطاردة الدراجة النارية للهواة    | ماتيوس برونك (NED)           | Guido Van Meel (BEL)      | Gaby Minneboo (NED)        |
| سباق مطاردة الدراجة النارية للمحترفين | Martinus Venix (NED)         | Wilfried Peffgen (FRG)    | سيس ستام (NED)             |
| السيدات                               |                              |                           |                            |
| السرعة الفردية                        | Galina Tsareva (URS)         | Truus van der Plaat (NED) | Sue Novarra (USA)          |
| سباق المطاردة الفردية                 | Keetie van Oosten-Hage (NED) | Anne Riemersma (NED)      | Liugina Bissoli (ITA)      |